# Pantograf (czasopismo)
Pantograf – pismo wydawane przez Klub Miłośników Starych Tramwajów w Łodzi (KMST). Każdy numer zawiera liczne materiały dotyczące komunikacji miejskiej i komunikacji podmiejskiej w Łodzi, relacje z imprez itp. KMST nie prowadzi jego sprzedaży, pismo, otrzymują wyłącznie członkowie Klubu.
Pierwszy numer ukazał się w roku 1998. Pomysłodawcą i Redaktorem naczelnym był naonczas Mirosław Z. Wojalski, a pisemko miało zaledwie 4 strony formatu A5. Później przewodnictwo nad "Pantografem" przejął Jacek Kowner, a pojemność gazetki zwiększyła się do kilkunastu stron. Po niewielkiej przerwie "Pantograf" zaczął ponownie wychodzić w roku 2001, kiedy to ukonstytuował się nowy zespół redakcyjny pod kierownictwem Jana Szulewa. Pismo zaczęło ukazywać się regularnie, kilkanaście numerów gazetki było bogatym zbiorem informacji o komunikacji miejskiej i podmiejskiej w Łodzi, zarówno tramwajowej jak i autobusowej w początkach XXI wieku. Rok 2005 przyniósł kolejne zmiany. Redaktorem Naczelnym został Wojciech Dębski, a samo pismo zaczęło wychodzić na papierze kredowym. W grudniu 2005 r. "Pantograf" ukazał się pierwszy numer w kolorze. Przeciętna objętość każdego numeru od czasu redakcji J. Szulewa to 8 do 10 kolumn.
Od 2009 r. kontynuacją papierowego "Pantografu" jest wydawany przez Jakuba Tarkę, prezesa KMST a jednocześnie pracownika Zarząd Dróg i Transportu, w formie elektronicznej "Odbierak", przekazywany członkom KMST na podane adresy internetowe. Istnieje możliwość otrzymywania "Odbieraka" przez osoby niezrzeszone w Klubie.